# Di truyền học y khoa
Di truyền học y khoa là một nhánh của y học liên quan đến chẩn đoán và quản lý các rối loạn di truyền. Di truyền học y khoa khác với di truyền học ở người ở chỗ di truyền ở người là một lĩnh vực nghiên cứu khoa học có thể hoặc không thể áp dụng cho y học, trong khi di truyền y học đề cập đến việc ứng dụng di truyền học vào chăm sóc y tế cụ thể. Ví dụ, nghiên cứu về nguyên nhân và di truyền các rối loạn di truyền sẽ được xem xét trong cả di truyền học của con người và di truyền y học, trong khi chẩn đoán, quản lý và tư vấn cho những người bị rối loạn di truyền sẽ được coi là một phần của di truyền y học.
Ngược lại, nghiên cứu về các kiểu hình điển hình không y tế như di truyền màu mắt sẽ được coi là một phần của di truyền người, nhưng không nhất thiết liên quan đến di truyền y học (trừ trường hợp như bệnh bạch tạng). Y học di truyền là một thuật ngữ mới hơn cho di truyền y học và kết hợp các lĩnh vực như liệu pháp gen, y học cá nhân hóa và chuyên ngành y học mới nổi lên nhanh chóng, y học dự đoán.